# Wainwright (Oklahoma)
Wainwright é uma cidade  localizada no estado norte-americano de Oklahoma, no Condado de Muskogee.

## Demografia
Segundo o censo norte-americano de 2000, a sua população era de 197 habitantes.
Em 2006, foi estimada uma população de 201, um aumento de 4 (2.0%).

## Geografia
De acordo com o United States Census Bureau tem uma área de
0,8 km², dos quais 0,8 km² cobertos por terra e 0,0 km² cobertos por água. Wainwright localiza-se a aproximadamente 195 m acima do nível do mar.

## Localidades na vizinhança
O diagrama seguinte representa as localidades num raio de 16 km ao redor de Wainwright.